# Universidad Iberoamericana
A Universidade Ibero-Americana (em castelhano:  Universidad Iberoamericana, abreviado UIA, mas comumente conhecido como Ibero ou La Ibero ) é uma das universidades de maior prestígio no México e na América Latina. Essa instituição privada de ensino superior é financiada pela Companhia de Jesus e é reconhecida como tendo um nível de excelência de nível internacional. Em 2009, a UIA recebeu o prêmio SEP-ANUIES como a melhor universidade particular do México. O campus principal da Ibero está localizado no distrito de Santa Fe, na Cidade do México.
Sua biblioteca principal, a Biblioteca Francisco Xavier Clavigero, possui mais de 400.000 livros e revistas e, em 2007, foi considerada uma das maiores bibliotecas universitárias do país.

## História

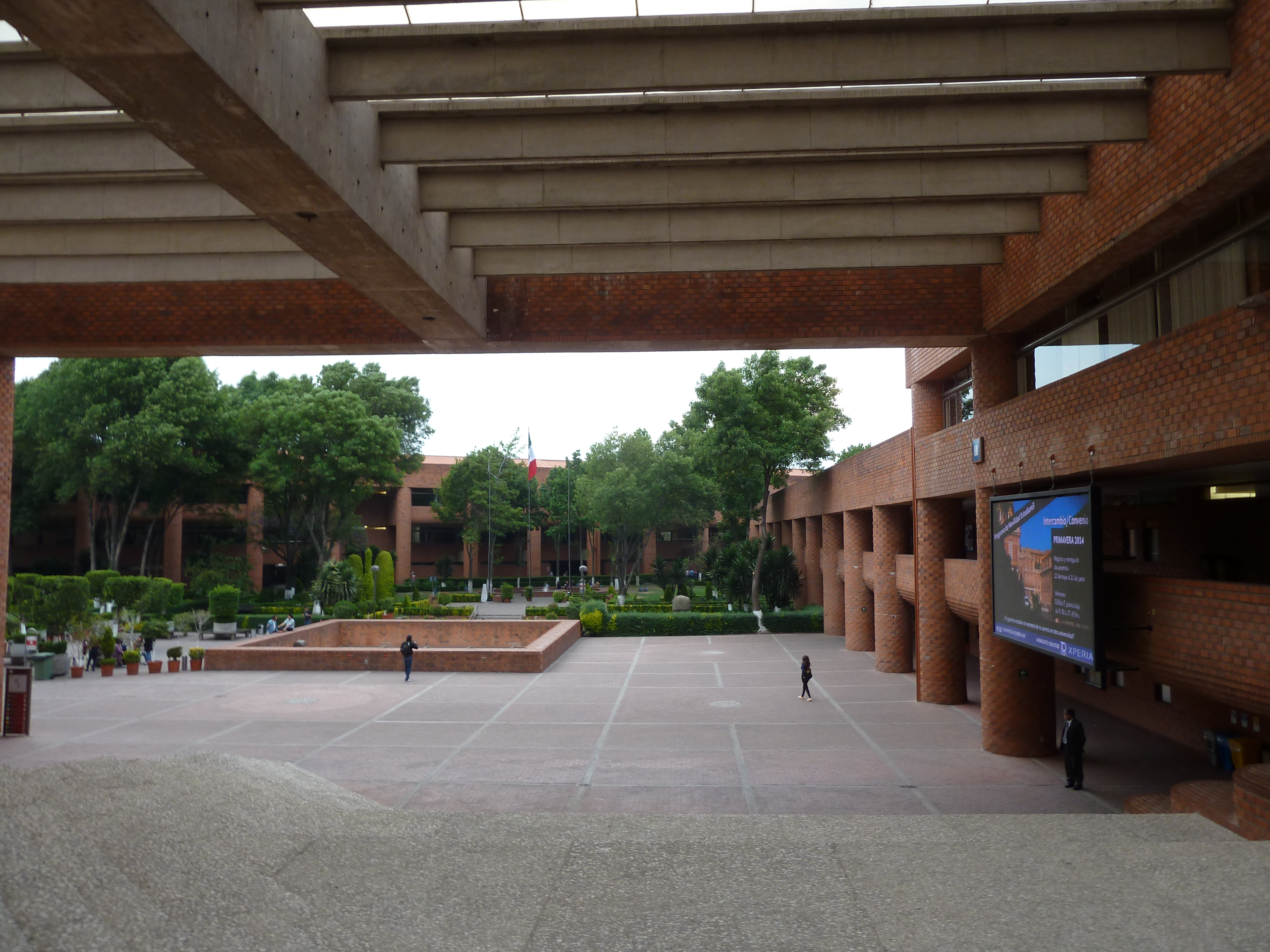
Praça principal da universidade

A universidade foi fundada em 1943 como uma instituição jesuíta pela hierarquia católica, mas com significativa ajuda do reitor da Universidade Nacional Autónoma de México, Rodolfo Brito Foucher. Brito Foucher, advogado e chefe da faculdade de Direito da UNAM antes de se tornar reitor, era de opinião que isso não era contrário à Constituição da proibição de 1917 do envolvimento católico na educação, uma vez que o artigo não especificava o ensino superior, mas apenas o ensino fundamental e médio. Um grupo-chave na fundação da Ibero foram ex-ativistas estudantis da Unión Nacional de Estudiantes Católicos (UNEC). A fundação ocorreu no momento em que as relações Igreja-Estado no México haviam melhorado no final dos anos 1920, durante a Guerra Cristera, e nos anos 30, quando o governo tentou implementar a educação voltada para o socialismo nas universidades mexicanas.
es

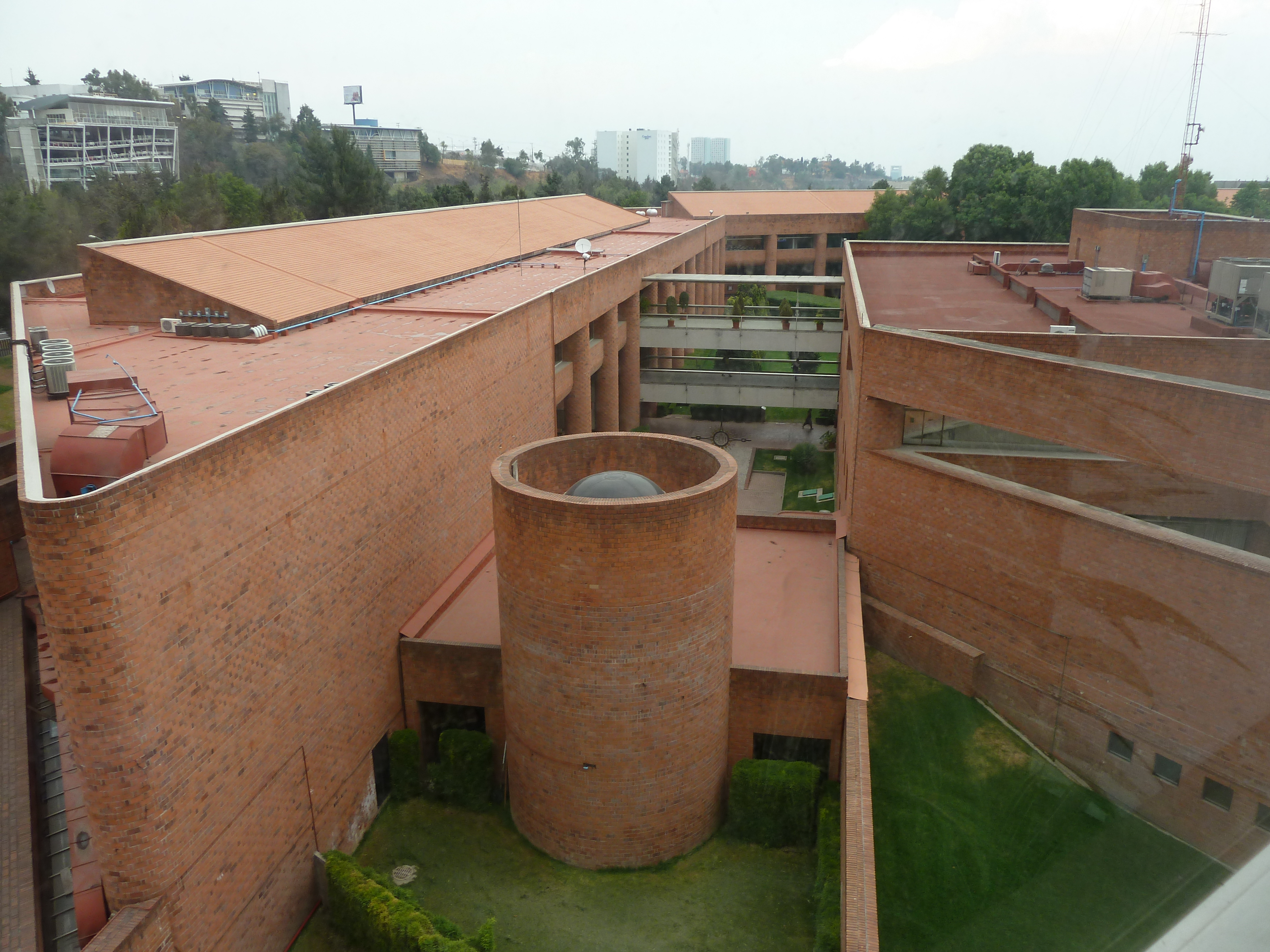
Vista do campus a partir da Biblioteca Francisco Xavier Clavijero.

Originalmente chamada Centro Cultural Universitario, depois de dez anos, a Ibero se tornou uma universidade em grande escala devido ao patrocínio da comunidade empresarial que doou fundos para a construção do campus e para garantir empréstimos à medida que a universidade estava sendo estabelecida. Quando a economia mexicana se expandiu entre as décadas de 1940 e 1960, profissionais treinados pela Ibero atuaram no conselho de administração da universidade. A Ibero tinha o objetivo de promover a cultura católica e formar elites para assumir papéis de liderança na sociedade mexicana. A Ibero treinou vários empresários e políticos bem-sucedidos, incluindo o candidato presidencial do Partido de Ação Nacional (México), Vicente Fox.